# Tamzin Merchant
Tamzin Claire Merchant (Haywards Heath, Inglaterra, 4 de marzo de 1987) es una actriz inglesa, conocida por su interpretación como Catherine Howard en la serie The Tudors.

## Biografía
Tamzin nació en el Reino Unido, pero pasó su infancia en Dubái. Asistió a los Colegios Windlesham y Brighton. Desde septiembre del 2007 estudia en el Homerton College en Cambridge.
En el 2011 salió con el actor Freddie Fox, a quien conoció en la serie The Mistery of Edwin Drood, la pareja terminó su relación en el 2013, después de salir juntos por dos años.

### Carrera
Le gusta escribir poesía, dos de sus poemas "Where Does Revenge Stop?" y "Ode to a Toilet", fueron poblicados en una revista en línea llamada Platforms Magazine.
En el 2005 apareció en la película Orgullo & Prejuicio donde interpretó a Georgiana Darcy, hermana menor del Sr. Darcy.
En el 2006 apareció en la película The Good Housekeeping Guide donde interpretó a la estudiante y nerd Sara Fox, la hija de Raymond (Alan Davies) y Jenny Fox (Michelle Gomez).
En el 2009 se unió al elenco principal de la serie The Tudors donde interpretó a la reina Catalina Howard, la quinta esposa del Rey Enrique VIII de Inglaterra, hasta el 2010 después de que su personaje muriera decapitado al descubrirse que engañaba al Rey con el cortesano Tomás Culpeper interpretado por el actor Torrance Coombs.
El 20 de agosto de 2009 se anunció que Tamzin interpretaría a Daenerys Targaryen en la nueva serie de HBO, Game of Thrones. Sin embargo, el 29 de abril de 2010 se anunció que Tamzin ya no formaba parte del elenco y que ahora el personaje sería interpretado por la actriz Emilia Clarke.
En el 2011 se unió al elenco de la película Jane Eyre donde interpretó a Mary Rivers, la hermana de Diana Rivers (Holliday Grainger). Ese mismo año interpretó a Lyra en la película Red Faction: Origins. También apareció como invitada en la serie DCI Banks donde dio vida a Miranda.
En el 2012 apareció en la serie The Mystery of Edwin Drood donde interpretó a Rosa Bud, ese mismo año apareció en la película Stainless Steel como Tammy Watts.
En el 2014 se unió al elenco principal de la nueva serie Salem donde interpreta a Anne Hale, una joven y talentosa artista que resulta ser una bruja.
En 2019 formó parte del elenco de la serie Carnival Row.

## Filmografía

### Series de televisión
| Año         | Serie                      | Personaje        | Notas                       |
| ----------- | -------------------------- | ---------------- | --------------------------- |
| 2008        | Bonekickers                | Helena           | 1 episodio                  |
| 2009 - 2010 | The Tudors                 | Catherine Howard | 6 episodios                 |
| 2011        | DCI Banks                  | Miranda Aspern   | 2 episodios                 |
| 2012        | The Mystery of Edwin Drood | Rosa Bud         | 2 episodios (miniserie)     |
| 2014 - 2017 | Salem                      | Anne Hale        | 36 episodios                |
| 2017        | Supergirl                  | Lyra Strayd      | 5 episodios                 |
| 2019 - 2023 | Carnival Row               | Imogen Spurnrose | Primera y segunda temporada |

### Películas
| Año  | Título                      | Personaje        |
| ---- | --------------------------- | ---------------- |
| 2005 | My Family and Other Animals | Margot Durrell   |
| 2005 | Orgullo & Prejuicio         | Georgiana Darcy  |
| 2006 | Casualty 1906               | Oficial Eastwood |
| 2006 | The Good Housekeeping Guide | Sara Fox         |
| 2008 | Radio Cape Cod              | Anna             |
| 2009 | Princess Kaiulani           | Alice Davies     |
| 2011 | Jane Eyre                   | Mary Rivers      |
| 2012 | Stainless Steel             | Tammy Watts      |
| 2013 | Copenhagen                  | Sandra           |
| 2013 | Murder on the Home Front    | Molly Cooper     |

### Apariciones
| Grupo         | Canción              | Notas                        |
| ------------- | -------------------- | ---------------------------- |
| Jamie T       | If You Got the Money | Apareció en el video musical |
| Groove Armada | Song 4 Mutya         | Apareció en el video musical |

### Teatro
| Año         | Obra                  | Personaje    |
| ----------- | --------------------- | ------------ |
| 2005 - 2006 | Lady Windermere's Fan | Lady Augusta |